# Jean-Claude Laquaye
Jean-Claude Laquaye   (Valònia, 23 d'abril de 1954) és un ex-pilot de motocròs belga que destacà en competició internacional durant les dècades de 1970 i 1980, especialment en la categoria dels 250cc, essent un dels millors competidors del Campionat del Món de motocròs durant un grapat d'anys. El 1973 guanyà el Trophée des Nations com a membre del combinat belga i la Copa de l'Avenir i el 1979 fou campió de Bèlgica de motocròs.

## L'amistat amb André Malherbe
Jean-Claude Laquaye va mantenir una gran amistat des de la infantesa amb el també pilot de motocròs André Malherbe, tres vegades Campió del Món de 500 cc durant la dècada de 1980. A llur època d'activitat esportiva, tots dos van arribar a competir dins el mateix equip (Honda) i sovint anaven a entrenar junts.
Malherbe quedà tetraplègic el 1988 arran d'una caiguda al Ral·li Dakar i, des d'aleshores, Laquaye esdevingué el seu company inseparable, ajudant-lo en el dia a dia i acompanyant-lo on calgués. Durant els dos primers anys després de l'accident, Laquaye anà diàriament a visitar Malherbe a l'hospital i, un cop el campió rebé l'alta, continuà anant a casa seva diàriament fins a la mort de Malherbe (tots dos vivien a Huy, Lieja, a cinc minuts l'un de l'altre) per tal d'assistir-lo en tot allò que aquell ja no podia fer.
La història de l'amistat d'ambdós ex-pilots es va fer tan popular a Bèlgica que fins i tot la televisió valona RTBF en va fer un documental cap al 2012, anomenat Les "Intouchables" belges: l'histoire d'André Malherbe.

## Palmarès al Campionat del Món
| Any  | Motocicleta | 500cc | 250cc |
| ---- | ----------- | ----- | ----- |
| 1973 | Yamaha      | -     | 16è   |
| 1974 | Yamaha      | -     | 21è   |
| 1975 | Bultaco     | 15è   | -     |
| 1976 | Bultaco     | 26è   | -     |
| 1977 | Husqvarna   | -     | -     |
| 1978 | Bultaco     | -     | 10è   |
| 1979 | SWM         | -     | 8è    |
| 1980 | SWM         | -     | 6è    |
| 1981 | SWM         | -     | 7è    |
| 1982 | Honda       | -     | 6è    |
| 1983 | Honda       | -     | 6è    |
| 1984 | Honda       | -     | 12è   |
| 1985 | Honda       | -     | 17è   |
| 1986 | Honda       | 22è   | -     |
| 1987 | Honda       | 40è   | -     |